# Francis Sacheverel Darwin
Sir Francis Sacheverel Darwin (17 de junho de 1786 — 6 de novembro de 1859) foi médico e viajante que foi nomeado cavaleiro pelo Rei Guilherme IV.
Francis Sacheverel era filho de Erasmus Darwin e sua segunda esposa Elizabeth (nascida) Collier, viúva do coronel Edward Pole e filha de nascimento de Charles Colyear, segundo conde de Portmore. Ele era um tio (e padrinho) de Francis Galton, meio-irmão de Robert Waring Darwin e meio-tio de Charles Darwin.
Ele se formou na Emmanuel College, Cambridge.